# Sixto Rodriguez
Sixto Díaz Rodríguez, ook bekend als Rodriguez of Jesús Rodríguez (Detroit (Michigan), 10 juli 1942 – aldaar, 8 augustus 2023) was een Amerikaans folkmuzikant van Mexicaanse afkomst. Hij bracht in de jaren zeventig twee albums uit die matig verkochten, en deed wat optredens in Australië. Daarna trok hij zich uit de muziekbusiness terug. Hij werkte als sloper, studeerde filosofie, en was burgemeesterskandidaat.
Zonder dat hij het wist werd zijn muziek veel gedraaid in Zuid-Afrika waar hij uitgroeide tot een legende. Over Rodriguez ging het verhaal dat hij zelfmoord had gepleegd. In de jaren negentig gingen Zuid-Afrikaanse fans op onderzoek uit. Zij wisten ten slotte (in 1998) contact met hem te leggen, wat leidde tot een onverwachte opleving van zijn muzikale carrière en optredens in Zuid-Afrika. Over deze zoektocht, en de gelukkige afloop ervan, gaat de documentaire Searching for Sugar Man (2012) van de Zweedse regisseur Malik Bendjelloul.

## Biografie
Rodriguez werd geboren als zoon van Mexicaanse immigranten die in de jaren twintig naar de Verenigde Staten waren gekomen. Omdat hij hun zesde kind was werd hij Sixto genoemd. In 1967 bracht hij onder de naam 'Rod Riguez' de single I'll Slip Away uit bij het kleine platenlabel Impact van Harry Balk. Drie jaar later kwam hij onder contract bij Sussex Records. Hier nam hij onder de artiestennaam 'Rodriguez' twee albums op, Cold Fact (1970) en Coming from Reality (1971).
De verkoop van beide albums viel tegen. De opnamen voor een derde album werden niet voltooid, en Sussex Records zette Rodriguez aan de kant. Enkele jaren later werd het label opgeheven. Rodriguez gaf zijn carrière als muzikant op, maar hoewel hij in de Verenigde Staten nagenoeg onbekend was gebleven, werden zijn albums in het midden van de jaren zeventig wel gedraaid op radiostations in Zuid-Afrika, Botswana en Zimbabwe, en in Nieuw-Zeeland en Australië.
Het Australische platenlabel Blue Goose Music kocht in het midden van de jaren zeventig de Australische rechten op zijn muziek. Het bracht de beide albums opnieuw uit, plus een compilatiealbum onder de titel At His Best, met enkele niet eerder uitgebrachte opnamen. Zonder dat Rodriguez het wist werd dit compilatiealbum platina in Zuid-Afrika.
Rodriguez maakte in 1979 een tournee door Australië, met de Mark Gillespie Band als voorprogramma. Twee van de concerten werden uitgebracht op het alleen in Australië verschenen album Alive. In 1981 deed hij opnieuw een Australische tournee, nu samen met Midnight Oil. Hierna ging hij weer verder met zijn gewone leven. Hij behaalde een diploma in filosofie terwijl hij als slooparbeider werkte, en stelde zich in 1989 zonder succes kandidaat voor het burgemeesterschap van Detroit.
In 1991 werden zijn beide albums in Zuid-Afrika opnieuw uitgebracht, nu op cd. Rodriguez was volkomen onwetend van zijn succes in Zuid-Afrika, tot zijn dochter in 1998 een website over hem ontdekte. Zuid-Afrikaanse fans legden contact met hem, en in 1998 werd hij naar Zuid-Afrika gehaald waar hij zes optredens verzorgde. Over deze tournee werd de documentaire Dead Men Don't Tour: Rodriguez in South Africa 1998 gemaakt die in 2001 door het Zuid-Afrikaanse televisiestation SABC werd uitgezonden. Rodriguez trad ook op in Zweden, en keerde in 2001 en 2005 naar Zuid-Afrika terug.
Van zijn bekendste nummer, Sugar Man, werd in 1998 door de Zuid-Afrikaanse rockgroep Just Jinjer een cover-versie uitgebracht, en het nummer werd door rapper Nas gesampled in You're Da Man dat verscheen op het album Stillmatic (2001). De Australische dj David Holmes gebruikte het als opening van zijn mix album Come Get It I Got It (2002), en het nummer werd ook gebruikt in de film Candy (2006), met Heath Ledger.
Rodriguez trad in 2007 en 2010 opnieuw op in Australië. Zijn beide albums werden in 2009 door Light in the Attic Records opnieuw uitgebracht.
In augustus 2012 kreeg Rodriguez nog bredere bekendheid toen de documentaire Searching for Sugar Man (2012) werd uitgebracht. Deze won op 24 februari 2013 een Oscar voor beste documentaire.
In 2013 speelde hij in onder meer de Radio City Music Hall in New York en op het Glastonbury Festival in Engeland. In 2018 trad hij op tijdens het Best Kept Secret Festival in Hilvarenbeek.
Rodriguez overleed op 8 augustus 2023 op 81-jarige leeftijd.

## Discografie

### Singles
- I'll Slip Away / You'd Like to Admit It (als Rod Rodriguez; 1967)
- Inner City Blues / Forget It (1970)
- To Whom It May Concern / I Think of You (1970)
- Sugar Man / Inner City Blues (Australië; 1977)
- Climb Up on My Music / To Whom It May Concern (Australië; 1978)
- Sugar Man / Tom Cat (Muddy Waters) (Australië; 2002)

### Albums
Studio-albums
- Cold Fact (1970)
- Coming from Reality (1971)

Live-albums
- Rodríguez Alive (Australië; 1981)
- Live Fact (Zuid-Afrika; 1998)

Compilatie-albums
- At His Best (Australië)
- Searching for Sugar Man (Soundtrack; 2012)